# Amor Brasileiro
Amor Brasileiro é um livro de Luis Fernando Verissimo constituído por uma série de crônicas escritas para o Jornal do Brasil entre setembro de 1975 e setembro de 1976. As cronicas foram reunidas em livro e publicadas pela editora José Olympio em 1977.